# Allanah Starr
Allanah Starr amerikai transzszexuális nő és korábbi pornószínésznő.

## Élete
Floridában, Miamiban nőtt fel, majd később, 1999 környékén New Yorkba költözött.
Azt írta, hogy „mindig rendkívül elnőiesedettnek érezte magát”, de csak a középiskolától kezdve öltözött nőként, amikor már művészeti iskolába járt.
Filmjei közé tartozik a transzszexuális Gia Darling által rendezett Allanah Starr's Big Boob Adventures, és ebben szerepelt először olyan pár, melynek egyik tagja férfiből vált nővé, míg a másikuk fordítva lett átműtve. A filmben párja Buck Angel volt.

## Díjak és jelölések
- 2007 AVN Award jelölés – Transsexual Performer of the Year[3]
- 2008 AVN Award nyertes – Transsexual Performer of the Year[4]
- 2007 AVN Award jelölés – Most Outrageous Sex Scene with Buck Angel